# Бивио Коста (Виченца)
Бивио Коста је насеље у Италији у округу Виченца, региону Венето.
Према процени из 2011. у насељу је живело 173 становника. Насеље се налази на надморској висини од 231 м.